# Tetrágrafo
Un tetrágrafo [del formante tetra- del griego τέτταρες (transliterado como  téttares 'cuatro' ), "cuatro" y γράφω (gráfō, gráphō), "escribir"] es un grupo de cuatro (tetra-) letras (-grafo) que representan un solo sonido.
En español no existe ningún tetrágrafo. En las lenguas del mundo, los tetrágrafos son escasos, algunos ejemplos son:
- El tetrágrafo tsch del alemán que aparecen en Deutsch [dɔʏ̯t͡ʃ] ‘alemán’.* En inglés no existen propiamente los tetrágrafos en palabras nativas, aunque algunas secuencias recurrentes como -ough en palabras como through tienen consistentemente una cantidad limitada de pronunciaciones fijas. También en inglés existe el tetrágrafo auténtico chth en palabras de origen griego como chthonian.
- En alfabetos no latinos, como el alfabeto cirílico adaptado a lenguas caucásicas, que fonológicamente son muy diferentes de las lenguas eslavas, se hace un amplio uso de dígrafos, trígrafos e incluso tetrágrafos. Por ejemplo, en circasiano кхъу es un tetrágrafo que representa el fonema /q͡χʷ/.
- También el alfabeto romanizado creado para muchas lenguas hmong incluye tres tetrágrfos nplh, ntsh, y ntxh, que representan fonemas complejos.
- En la transcripción del chino antiguo *hngw representa la nasal velar labializada sorda /*ŋ̊ʷ/.